# Cyrtoneurina costalis
Cyrtoneurina costalis är en tvåvingeart som först beskrevs av Walker 1853.  Cyrtoneurina costalis ingår i släktet Cyrtoneurina och familjen husflugor. Inga underarter finns listade i Catalogue of Life.